# Ранноплейстоценски лъв
Ранноплейстоценски лъв (Panthera leo fossilis), известен още като средноплейстоценски пещерен лъв, мосбахски лъв, кромерийски лъв или олдувайски лъв, е примитивен лъв с някои характеристики на тигър. Живял е преди около 500 000 години. Тази голяма котка обикновено се счита за началото на подвида на лъва (Panthera leo). Възниква в Африка преди около 1,5 милиона до 800 000 години, след което се разпространява в цяла Палеарктика. В Европа се появява преди около 700 000 години. Доказателство за това са откритите останки в Изерния в Италия.
Максималната дължина на главата и тялото на ранноплейстоценския лъв е 2,5 m, с което е около половин метър по-дълъг от африканските лъвове днес. Теглото на мъжките е до 220-350 кг (най-големите до 400-430 кг), а на женските около 150-170 кг. Височината в холката му е била 1,20 - 1,35 м. Той се доближава по размери на Американския лъв. Много костни фрагменти от тази котка са известни от село Мосбах в Германия, те се съхраняват в град Висбаден. Почти пълен череп е намерен в Мауер, близо до Хайделберг, Германия. А 1 750 000-годишният лъв от дефилето Олдувай (олдувайски лъв) на територията на Кения показва поразително сходство с тези намерени в Европа.